# Wolong (socken i Kina, Henan)
Wolong (kinesiska: 卧龙, 卧龙乡) är en socken i Kina. Den ligger i provinsen Henan, i den centrala delen av landet, omkring 240 kilometer sydost om provinshuvudstaden Zhengzhou. Antalet invånare är 27 822. Befolkningen består av 14 163 kvinnor och 13 659 män. Barn under 15 år utgör 26,0 %, vuxna 15-64 år 62 %, och äldre över 65 år 11,0 %.
Genomsnittlig årsnederbörd är 1 043 millimeter. Den regnigaste månaden är augusti, med i genomsnitt 193 mm nederbörd, och den torraste är januari, med 13 mm nederbörd.